# Lupo (Band)
Lupo ist eine deutsche Band aus Köln. Die Band spielt hauptsächlich Kölschrock und ist im Kölner Karneval aktiv.

## Geschichte
Die Band wurde im Februar 2011 von den damaligen Schülern des Gymnasiums Liebfrauenschule Köln, Pedro Schädel, Alexander Lemke, Benjamin Landmann, Maximilian Speidel und Andreas Wandscheer gegründet. 2013 stieß Yannick Weingartz als neuer Frontsänger zur Band. Sie spielten unter anderem einige Jahre bei den Kölner Schull- un Veedelszöch.
In der Karnevalssession 2018 spielte Lupo unter anderem bei der Sessionseröffnung am Heumarkt. Mit dem Song För die Liebe nit landeten sie bei der Radio Köln Top Jeck-Abstimmung auf dem ersten Platz. Im Juni 2018 unterschrieben sie einen Vertrag beim kölschen Plattenlabel Pavement Records. Am Ende der Karnevalssession 2019 schied der Frontsänger Yannick Weingartz aus, um sein Sportstudium weiterzuverfolgen. Kurz darauf stieß Kai Mathias, der ebenfalls das Liebfrauen-Gymnasium besucht hatte und die restlichen Mitglieder schon seit der fünften Klasse kannte, als neuer Sänger und Gitarrist zur Band.
2020 fuhren sie gemeinsam mit der befreundeten Band Miljö auf einem Wagen beim Kölner Rosenmontagszug mit. Zum Ende der Karnevalssession 2024 verkündeten sowohl der Sänger und Gründungsmitglied Pedro Schädel als auch der Frontsänger Kai Mathias, die zudem beide Gitarristen der Band gewesen waren, ihren Abschied. Schädel wechselte daraufhin ins Management der Höhner. Noch im Februar des Jahres stellte die Band Nico „Nikkes“ von Styp als neuen Frontsänger und Benjamin „Benni“ Plück als neuen Gitarristen vor. Plück hatte Lupo zuvor bereits als Teil der Crew hinter und neben der Bühne begleitet. Zudem sind von Styp und Plück seit 2020 Teil der Leverkusener Deutschrock-Band 90 Degrees.

## Diskografie
Alben
- 2015: Jespenster
- 2017: Niemols still
- 2020: Villa Lupo

EPs
- 2014: Mer han et em bloot

Singles
- 2016: Schöne Frau
- 2017: För die Liebe nit
- 2018: Claudia
- 2019: Loss jonn
- 2020: Draumprinz
- 2021: Quer durch Kölle
- 2021: Fische
- 2021: Matrose
- 2021: Et Ärme Dier
- 2022: Hätz em Sale
- 2023: Mih als Zehuss

## Auszeichnungen

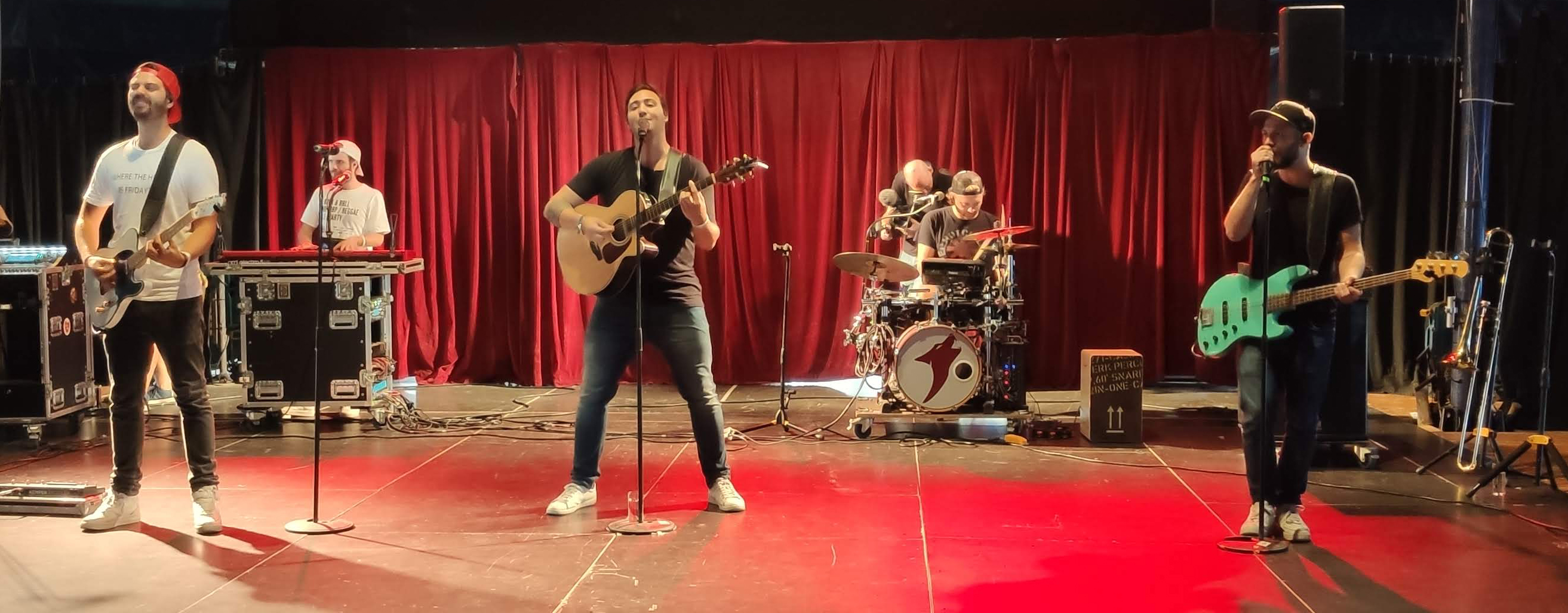
Lupo (2019)

- 2018: Radio Köln Top Jeck 1. Platz
- 2018: Loss mer singe Kneipentour 2. Platz
- 2024: Loss mer singe Kneipentour 3. Platz